# Trimmung
Als Trimmung bezeichnet man das Ausrichten von Körpern in eine gewünschte Lage. Besonders häufig wird dieser Begriff im Zusammenhang mit Wasserfahrzeugen oder Luftfahrzeugen gebraucht. Die Trimmkräfte sollen dabei die Kräfte ausgleichen, die die Lage des Körpers verändern würden.

## Arten der Trimmung
Man unterscheidet zwischen statischer und dynamischer Trimmung:
- Bei der statischen Trimmung wird der Schwerpunkt durch Verschieben von Masse (Treibstoff in verschiedene Trimmtanks pumpen, Ballast aufnehmen) verschoben. Die so eingestellten Trimmkräfte sind weitgehend unabhängig vom Zustand des Fahrzeuges.
- Bei der dynamischen Trimmung werden die Trimmkräfte durch die Verstellung bzw. Voreinstellung von aero- bzw. hydrodynamischen Flächen erzeugt. Diese Trimmkräfte verändern sich mit der Geschwindigkeit des Objekts.

## Bedeutung für die Fahrzeugarten

### Luftfahrzeuge

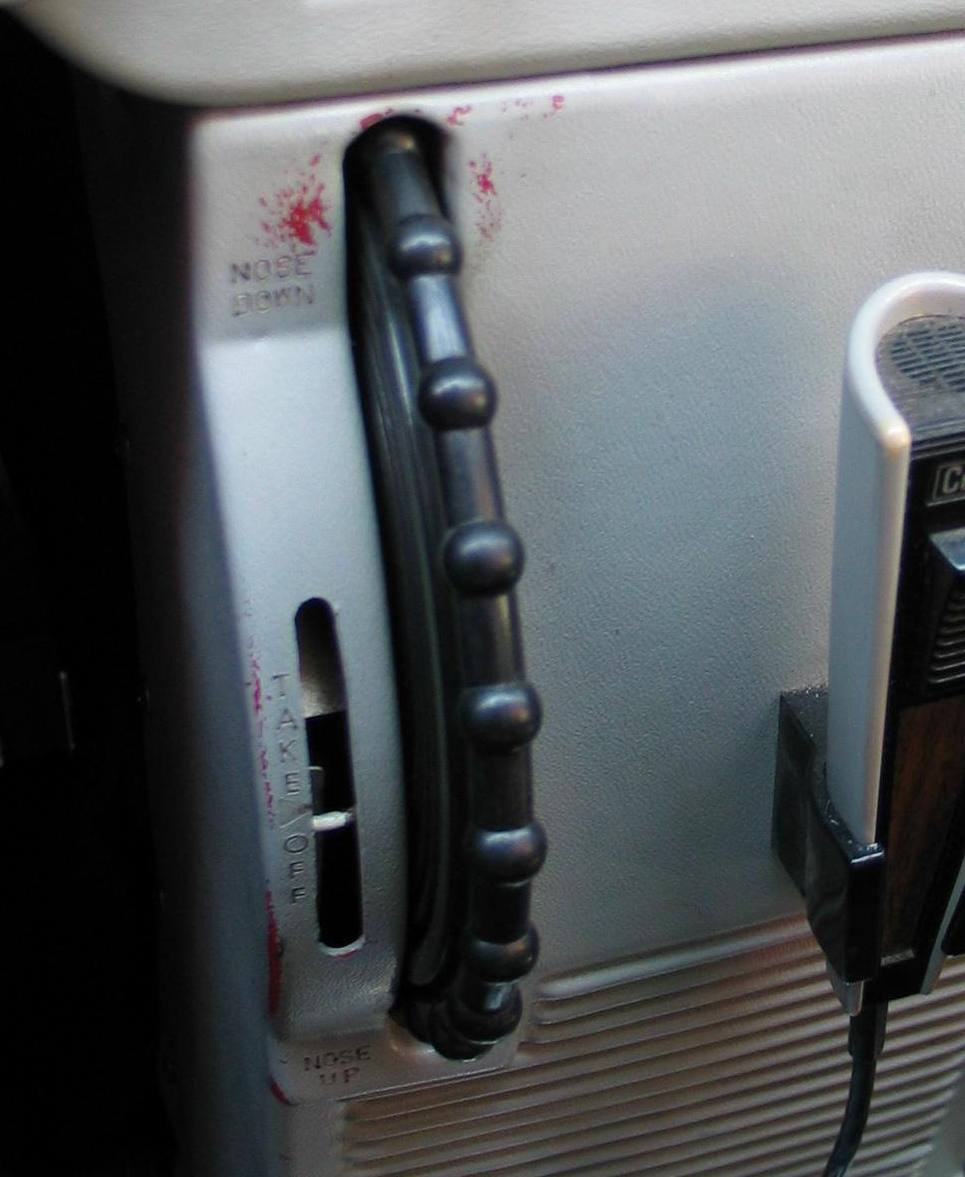
Trimmrad (schwarz, mit Noppen) im Cockpit einer Cessna 172: Drehen steuert über einen Seilzug das (Höhen-)Trimmruder an. Oben = "Nose Down".

Ein Flugzeug gilt als ausgetrimmt, wenn für die Beibehaltung seiner Fluglage in einer bestimmten aerodynamischen Situation keine Steuerkräfte des Piloten aufgewendet werden müssen. Zu diesem Zweck werden die Steuerflächen von Höhenruder, Querruder und Seitenruder entsprechend ausgerichtet. Die dafür notwendige Kraft kommt bei Verkehrsflugzeugen von Elektromotoren und Hydraulikpumpen, bei Kleinflugzeugen von einfachen mechanischen Vorrichtungen wie der Federtrimmung oder der Flettner-Trimmung, die vom Piloten durch Muskelkraft ausgerichtet und bei Bedarf nachgestellt wird.
Die Notwendigkeit zur Nachstellung ergibt sich durch Geschwindigkeitsveränderung, Veränderung der Landeklappenstellung (Höhenrudertrimmung) und asymmetrischen Schub bei Triebwerksausfall an einem mehrmotorigen Flugzeug (Seitenrudertrimmung). Außerdem führen Veränderungen der Schwerpunktlage durch Bewegungen in der Fluggastkabine und durch das Ausfliegen von Treibstoff zum Bedarf einer Nachregelung an der Höhenrudertrimmung. Wird das Flugzeug von Hand geflogen, so leitet der Pilot zunächst mit der entsprechenden Steuerbewegung und der dazugehörigen Leistungsänderung beziehungsweise der entsprechenden Landeklappenveränderung das Manöver ein und setzt anschließend die Trimmung so, dass er keine weitere Kraft mehr aufwenden muss, um diese Fluglage zu halten.
Beim Einsatz eines modernen Autopiloten erfüllt der Autopilot diese Aufgabe in der Regel zeitgleich.
Bei der Federtrimmung wird die Neutrallage des Höhenruders durch eine Feder festgelegt, deren Vorspannung sich einstellen lässt.
Bei der Flettner-Trimmung wird eine am Ende des Höhenruders angebrachte kleine Trimmklappe so verstellt, dass das Ruder selbst eine Wirkung in entgegengesetzter Richtung erzeugt. Um ein Flugzeug z. B. kopflastig zu trimmen, muss das Höhenruder nach unten ausgelenkt werden. Dies erreicht man, indem die Flettner-Trimmklappe nach oben ausgelenkt wird.

### Wasserfahrzeuge

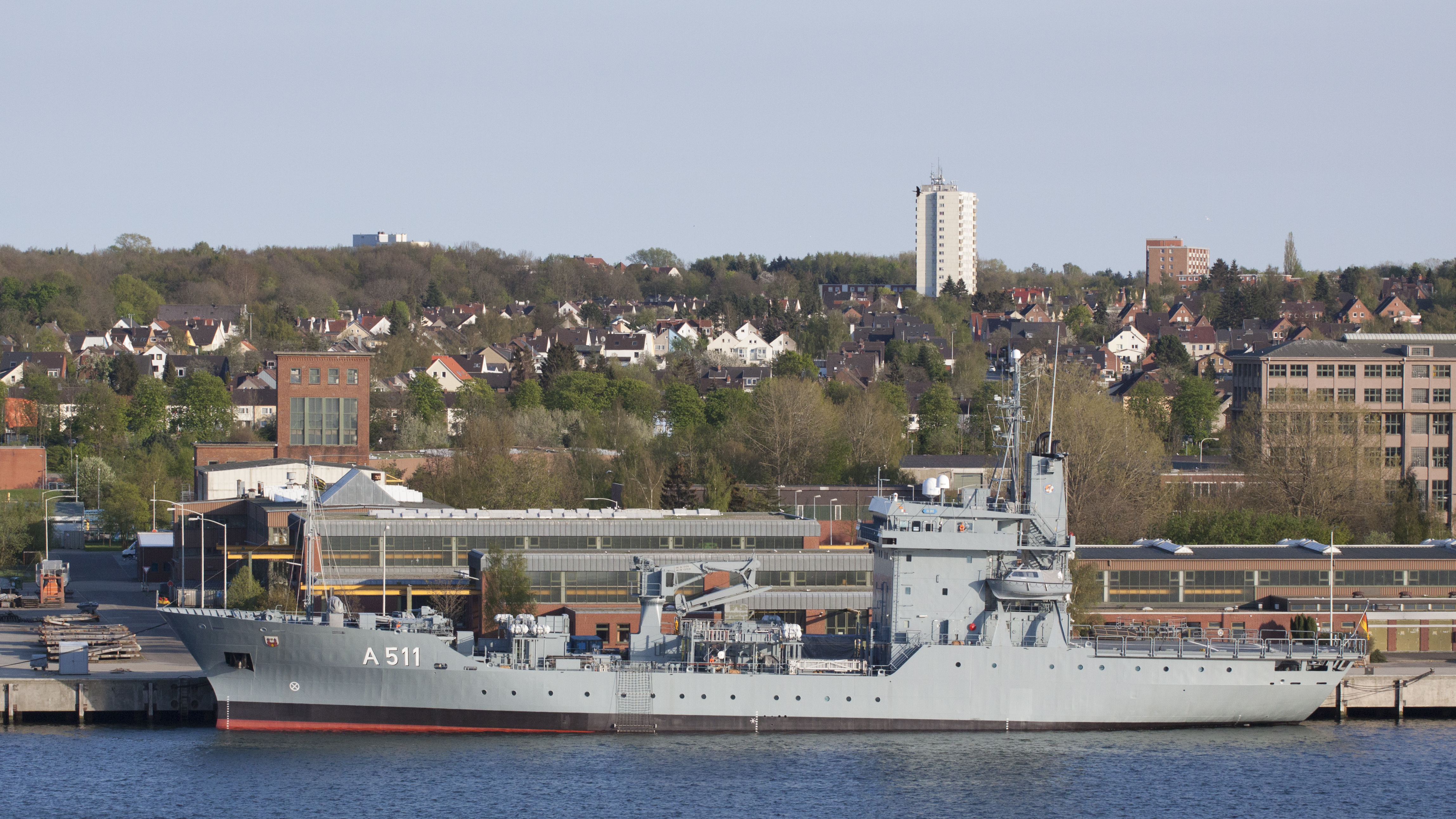
Trimmung von Wasserfahrzeugen: Tender „Elbe“ liegt mit deutlich achterlichem Trimm im Hafen.

In der Schifffahrt bezeichnet man als Trimmung oder Trimm die „Verdrehung des Schiffs um die Querachse“ bzw. die Erzeugung der erwünschten Schwimmlage bezüglich dieser Verdrehung um die Querachse.
Der Trimm kann von verschiedenen Faktoren beeinflusst werden:
- Gewichtstrimm ist die Beeinflussung der Schwimmlage durch die Verteilung beweglicher Gewichte wie Ladung, Treibstoff oder Ballast, selten auch der Besatzung und etwaiger Fahrgäste in Schiffslängsrichtung.
- Dynamischer Trimm bezeichnet die Trimmung durch Maßnahmen, die von der Geschwindigkeit bzw. abgerufenen Antriebsleistung des Fahrzeuges abhängig sind, also nicht die Schwimmlage in Ruhe beeinflussen:
  - Trimmklappen sind oft am Heck kleinerer Motorboote zu finden. In Ruhestellung liegen sie waagerecht; werden sie nach unten angekippt, erzeugen sie einen Auftrieb am Heck und drücken gleichzeitig den Bug tiefer ins Wasser.
  - Trimmeinrichtungen an Außenbordmotoren ermöglichen es, den Motor nach vorne oder hinten zu verkippen. Wird der Motor nach vorne geneigt, so wirkt die Antriebsleistung nicht mehr direkt nach hinten, sondern auch etwas nach oben. Dies drückt das Heck nach unten und hebt gleichzeitig den Bug an. Diese Vertrimmung ermöglicht es, die Fahreigenschaften des Bootes zu beeinflussen.[2]
- Beeinflussung des Trimms durch Grundeffekte tritt beispielsweise auf, wenn große Schiffe in flachen Gewässern fahren und der Rumpf durch Druckveränderungen unter dem Schiff nach unten gesaugt wird[3]

Im Allgemeinen versucht man, ein Fahrzeug neutral zu trimmen, das heißt, es möglichst eben schwimmen zu lassen. Unter Umständen kann aber ein vorlicher oder achterlicher Trimm vorteilhaft sein:
- Kleinere Fahrzeuge streben bei hoher Fahrt und starkem Seegang oder beim Geschlepptwerden eine hecklastige Trimmung an, um ein Unterschneiden (ein Eintauchen in eine vorausliegende Welle) zu vermeiden.
- Schnelle Segel- und Motorboote streben eine hecklastige Trimmung an, um den vorderen Rumpfteil aus dem Wasser zu heben. Dies verringert die vom Wasser benetzte Fläche und verringert den Wasserwiderstand. So wird eine höhere Geschwindigkeit möglich.
- Unter bestimmten Bedingungen werden Segelboote etwas vorlastig getrimmt, um den Bug weiter eintauchen zu lassen und so die Wasserlinie zu verlängern. Dies kann höhere Geschwindigkeiten ermöglichen (s. Rumpfgeschwindigkeit).

Auf Segelfahrzeugen versteht man unter Trimm(ung) auch das Einstellen der Segel (Segeltrimm im Gegensatz zum Längstrimm).

### Straßenfahrzeuge
Nach der deutschen Norm DIN 70000 „Straßenfahrzeuge; Begriffe der Fahrdynamik“ vom August 1983 ist Trimm „der gleichbleibende stationäre Bezugszustand der Bewegungsgrößen für die Analyse der querdynamischen Eigenschaften“ eines mehrspurigen Straßenfahrzeugs; der Trimm „kann durch Vorgabe von Fahrgeschwindigkeit und Bahnradius oder von Zentripetalbeschleunigung und Lenkradwinkel festgelegt werden“.